# Барбареско (муніципалітет)
Барбареско (італ. Barbaresco, п'єм. Barbarèsch) — муніципалітет в Італії, у регіоні П'ємонт,  провінція Кунео.
Барбареско розташоване на відстані близько 480 км на північний захід від Рима, 50 км на південний схід від Турина, 60 км на північний схід від Кунео.
Населення — 670 осіб (2014).
Щорічний фестиваль відбувається 24 червня. Покровитель — святий Іван Хреститель.

## Демографія
Населення за роками:

Станом на 1 січня 2023 року в муніципалітеті офіційно проживали 64 іноземці з 22 країн, серед них 23 громадяни країн Євросоюзу та 1 громадянин України.

## Сусідні муніципалітети
- Альба
- Кастаньто
- Гуарене
- Неїве
- Треїзо